# TOI-270
TOI-270 (Alternativt TIC 259377017) är en röd dvärg på ett uppskattat avstånd av 73 ljusår ifrån jorden. Den är cirka 40 % av solens storlek och temperaturen på dess yta är cirka 3551 K (3278 °C), vilket är cirka 61 % av solens temperatur.

## Planetsystem
Forskare knutna till Nasas rymdteleskop TESS har upptäckt tre exoplaneter i bana runt stjärnan: TOI-270 b, TOI-270 c och TOI-270 d.
De tre planeterna i TOI-270 upptäcktes 2019 genom transitmetoden med TESS. Deras massor har sedan dess uppmätts med både Doppler-spektroskopi och variationer i transittider. Den innersta planeten, TOI-270 b, är en stenig superjord, medan de två yttre planeterna är mini-Neptuner. TOI-270 b & c kretsar nära en 5:3-resonans, medan TOI-270 c & d kretsar nära en 2:1-resonans.
Observationer av den yttersta planeten, TOI-270 d, med Hubble tyder på en väterik atmosfär med tecken på vattenånga.[7] TOI-270 c & d är bra mål för atmosfärsdetektering med rymdteleskopet James Webb. James Webb Space Telescope detekterade metan (CH-4), koldioxid (CO2) och vattenånga i atmosfären på TOI-270 d. Atmosfären på denna planet visade sig också vara metallrik, med en genomsnittlig molekylvikt på 5,47(+1,25 -1,14) och en atmosfärisk metallmassfraktion (procentandel av massan av metaller i atmosfären) på 58% (+8% -12%). Möjliga signaturer av svaveldioxid (SO2) och koldisulfid (CS2) hittades också.